# ジョルジュ・レイグ級駆逐艦
ジョルジュ・レイグ級駆逐艦 (フランス語: La frégate anti-sous-marine Georges Leygues) はフランス海軍の駆逐艦の艦級。対潜戦を重視しており、計画艦型番号は、当初はコルベット（Corvette）と称されていたことからC-70ASWとされていたが、1988年6月6日にフリゲート（Frégate）に変更されたことからF-70ASWとなった。なお北大西洋条約機構（NATO）によるペナント・ナンバーでは、一貫して駆逐艦を意味する「D」の艦種記号を付されており、ジェーン海軍年鑑やアメリカ海軍協会（USNI）でも駆逐艦として扱われている。

## 来歴
フランス海軍が1940年代末から1950年代にかけて建造した第二次世界大戦後第1世代の駆逐艦は、艦隊護衛艦（Escorteurs d'escadre）と称される対空・対水上兵装主体の艦であった。その後、第二次大戦後の潜水艦脅威の深刻化を受けて、まず1956年度計画で、艦隊護衛艦をもとに対潜戦を重視して装備を変更した「ラ・ガリソニエール」（T-56型）が建造された。
その後、T-56型の実績も踏まえて対潜戦重視の大型護衛艦（コルベット）の建造が計画され、まず1965年度計画で「アコニト」（C-65型）が建造されたのち、1967年度計画より、これを発展させたトゥールヴィル級（C-67型）が建造された。
これに続く1972年のブルー計画（15ヶ年計画）で、艦隊護衛艦（T-47型およびT-53型）の更新用として、共通の船体設計に基づく対潜型コルベット18隻と対空型コルベット6隻の整備が計画された。しかし財政上の制約から、対潜型が1971年度から1983年度にかけて計7隻、防空型が1978年度・1979年度に1隻ずつの計2隻が建造されるのみに留まった。このうち、対潜型として建造されたのが本級である。なおターター・システムを搭載した防空型として建造されたのがカサール級であった。

## 設計
大量建造を想定して、C-67型よりも小型化が図られた。船型は船首楼型とされており、抗堪性向上のため、NBC防護にも配慮したシタデル構造が導入されている。居住区は女性の乗艦にも配慮されており、また「ド・グラース」と同様に居住性向上に意が払われた結果、初期設計と比して艦全長にして5メートル、排水量にして150トンの大型化となった。後期建造艦（5〜7番艦）では航海艦橋が1甲板分高くなっており、外見上の識別点となっている。堪航性向上のため、デニー・ブラウン社製で翼面積21.5 m2のフィンスタビライザーが装備されている。なお艦齢半ばにもかかわらず船体に亀裂が見つかったことから、2002年から2003年にかけて船体の強化工事が行われた。これにより、120トンに及ぶ鋼板が取り付けられ、これによる重心上昇を補うために210トンの固定バラストが搭載された。
本級では、イギリス海軍やオランダ海軍の影響を受けてガスタービン主機関が導入されている。当初は両国と同じロールス・ロイス タインとオリンパスによるCOGOG機関の導入が検討されたが、タインでは十分な巡航速度が確保できないと判断されたことから、SEMT ピルスティク16PA6 V280ディーゼルエンジンを巡航機とするCODOG方式に変更された。ガスタービンエンジンを用いた場合、停止状態から3分で最大戦速を発揮できる。またディーゼルエンジンを用いて、かつDUBV-43可変深度ソナーを吊下していた場合の速力は最大で19ノットとなる。
機関区画は4室に区分されているが、両舷の機関を並べて配置するパラレル配置とされており、艦首側から、補機室、タービン室、ディーゼル室、減速機室と並んでいる。また機関制御は集中制御方式とされており、省力化に益している。機関科は士官3名、下士官23名、水兵24名とされている。

## 装備

### C4ISR
戦闘システムの中核となる戦術情報処理装置としては、SENIT-4が搭載された。また衛星通信装置としてシラキューズIIおよび商用のインマルサットが搭載されているほか、2〜4番艦では、OPSMER/SEAO指揮支援システムが後日装備されている。
センサー面では、当初はおおむねC-67型が踏襲されていたが、後期建造艦では下表の通りに更新された。またデコイ発射機も、当初はサイレクスが搭載されていたが、4番艦以降ではDAGAIEに変更され、後に1〜3番艦にもバックフィットされた。
|          |            | 前期建造艦 (1〜4番艦) | 後期建造艦 (5〜7番艦)                 |
| -------- | ---------- | --------------------- | ------------------------------------- |
| レーダー | 対空捜索用 | DRBV-26               | DRBV-26                               |
| レーダー | 目標捕捉用 | DRBV-51C              | DRBV-15                               |
| ソナー   | 艦首装備式 | DUBV-23B              | DUBV-24C                              |
| ソナー   | 可変深度式 | DUBV-43B              | DUBV-43C (DSBV-61曳航アレイ 追加可能) |
| 電子戦   | 電子戦支援 | ARBR-16 (DR-2000S)    | ARBR-17 (DR-4000)                     |
| 電子戦   | 電子攻撃   | ARBB-36A              | ARBB-32B                              |

更に、前期建造艦を対象として、1990年代後半より対艦ミサイル防御（ASMD）能力向上を目的としたOP3A（Opération d'Amélionration de l'Autodéfense Anti-missiles）改修が行われた。これにより、SENIT-4とインターフェースを取ったうえでSENIT-8.01情報処理装置が搭載されるとともに、目標捕捉および射撃指揮のため、DIBC-2A光学方位盤（SAGEM VIGY-105のフランス海軍仕様）も設置された。

### 武器システム
主砲としては55口径100mm単装速射砲（Mle.68 CADAM）を艦首甲板に搭載し、艦橋構造物上にDRBC-32E砲射撃指揮装置を設置した。個艦防空ミサイル・システムとしてはクロタルを採用し、火器管制レーダーと一体化した8連装発射機を後部上部構造物上に設置した。ミサイルは、発射機に装填された8発のほか予備弾18発を搭載した。後期建造艦では改良型のクロタルEDIRに更新している。また前期建造艦では、上記のOP3A改修の際に近接防空用としてミストラルのSIMBAD連装発射機とマウザーMK 30 30mm機関砲の無人砲塔（20mm機関砲 F2と換装）が搭載された。
対艦兵器としては、1・2番艦ではエグゾセMM38の連装発射筒を両舷に搭載していたが、3番艦以降ではエグゾセMM40の4連装発射筒に変更され、2番艦でも同様に後日換装している。
対潜兵器としてはL5魚雷のためのKD-59E 533mm魚雷発射管を備えていたが、5〜7番艦では、MU90用のB515 3連装短魚雷発射管に後日換装している。

### 艦載機・艇
後部上部構造物の後端部は、長さ13.5メートル×幅11.4メートル×高さ4.3メートルのハンガーとされており、リンクス哨戒ヘリコプター2機を収容できる。その後方の艦尾甲板は長さ21メートル×幅12.20メートルのヘリコプター甲板とされており、SPHEX（Systéme Pousseur pour Hélicoptére Embarqué EXpérimental）コンパクトII型着艦支援装置を備えている。これはグリッド着艦拘束装置と機体移送軌条2条によって構成されている。
艦載艇として、左舷にアーカー670内火艇を、右舷に9メートル型のVD9内火艇を搭載しているほか、海上治安活動などに用いるため、ゾディアック社製の複合艇2隻も搭載している。

## 同型艦
| #    | 艦名                                       | 起工        | 進水        | 就役        | 退役        | 母港       |
| ---- | ------------------------------------------ | ----------- | ----------- | ----------- | ----------- | ---------- |
| D640 | ジョルジュ・レイグ Georges Leygues         | 1974年 9月  | 1976年 12月 | 1979年 12月 | 2014年 3月  | ブレスト   |
| D641 | デュプレクス Dupleix                       | 1975年 10月 | 1978年 12月 | 1981年 6月  | 2015年 7月  | トゥーロン |
| D642 | モンカルム Montcalm                        | 1975年 12月 | 1980年 5月  | 1982年 5月  | 2017年 7月  | トゥーロン |
| D643 | ジャン・ド・ヴィエンヌ Jean de Vienne      | 1979年 10月 | 1981年 11月 | 1984年 5月  | 2019年 1月  | トゥーロン |
| D644 | プリモゲ Primauguet                        | 1981年 11月 | 1984年 3月  | 1986年 11月 | 2019年 4月  | ブレスト   |
| D645 | ラ・モット＝ピケ La Motte-Picquet          | 1982年 2月  | 1985年 2月  | 1988年 2月  | 2020年 10月 | ブレスト   |
| D646 | ラトゥーシュ＝トレヴィル Latouche-Tréville | 1985年 5月  | 1988年 3月  | 1990年 7月  | 2022年 7月  | ブレスト   |